# Bloomfield Township (Bedford County, Pennsylvania)
Bloomfield Township is een township van Bedford County in de Amerikaanse staat Pennsylvania. In 2010 telde het 1.016 inwoners.

## Geografie
Bloomfield ligt in het noorden van Bedford County. Het grenst aan de volgende plaatsen:
- Woodbury Township (oost)
- South Woodbury Township (zuid)
- King Township (zuidwesthoek)
- Kimmel Township (west)
- Greenfield Township (noordwesten, Blair County)
- Taylor Township (noord, Blair County)

## Demografie
Volgens de volkstelling van 2000 telde de plaats nog 973 inwoners, in 2010 waren dit er al 1016. In 2000 was de etnische opbouw als volgt:
- Blanken: 98,97%
- Hispanics: 0,62%
- Afro-Amerikanen: 0,10%
- Indianen: 0,10%
- Aziaten: 0,10%
- Andere: 0,62%